# 상윈샹
상윈샹(尚雲祥, 1864년 ~ 1937년)은 청나라 시대 말기와 중화민국 대륙 본토 국민정부 시대 초기의 무술가 겸 정치인이다.